# Liste der Kulturdenkmäler in Böllenborn
In der Liste der Kulturdenkmäler in Böllenborn sind alle Kulturdenkmäler der rheinland-pfälzischen Ortsgemeinde Böllenborn aufgeführt. Im Ortsteil Reisdorf sind keine Kulturdenkmäler ausgewiesen. Grundlage ist die Denkmalliste des Landes Rheinland-Pfalz (Stand: 14. August 2023).

## Einzeldenkmäler
| Bezeichnung                     | Lage                            | Baujahr                                       | Beschreibung | Bild                                    |
| ------------------------------- | ------------------------------- | --------------------------------------------- | --- | --------------------------------------- |
| Hofanlage                       | Hauptstraße 4 Lage              | Ende des 18. oder Anfang des 19. Jahrhunderts | nachbarocker Streckhof, Ende des 18. oder Anfang des 19. Jahrhunderts                                                                                      | Fotos hochladen                         |
| Wohnhaus                        | Hauptstraße 8 Lage              | 18. Jahrhundert                               | eingeschossiges barockes Fachwerkwohnhaus, verkleidet, 18. Jahrhundert                                                                                     | Fotos hochladen                         |
| Katholische Kirche Mariä Geburt | Kirchstraße 1 Lage              | 1489                                          | ehemalige Wallfahrtskirche; kleiner spätgotischer Saalbau, 1489, Schiff bezeichnet 1741 und 1768, barocke Überformung; an der Kirche Taufsteinkuppa (Bild) | weitere Bilder Fotos hochladen          |
| Grenzsteine                     | westlich und nördlich des Ortes | 16. Jahrhundert                               | Grenzsteine, 16. Jahrhundert | Direkt Bild zu diesem Denkmal hochladen |